# Relations entre le Qatar et l'Union européenne
Cet article court présente un sujet plus développé dans : Relations entre le Conseil de coopération des États arabes du Golfe et l'Union européenne.
Les relations entre le Qatar et l’Union européenne se font principalement dans le cadre du Conseil de coopération des États arabes du Golfe. 

## Historique
Le Qatar et l'Union européenne ont des liens économiques importants. En 2013, l’Union européenne importe 40 % de gaz qatari, ces chiffres étant en augmentation notamment dans la perspective d’une moindre dépendance au gaz russe. Le Qatar a investi en Europe dans plusieurs secteurs afin de sécuriser sa relation avec son principal fournisseur de denrées alimentaires. D'une manière générale, les nombreux investissements financiers qataris en Europe, comme dans le reste du monde, s’inscrivent dans le cadre d’une stratégie globale de diversification des actifs pour préparer l’après pétrole. 
En 2017, l’Union européenne est le premier investisseur étranger au Qatar (avec 29 % du stock d’IDE), suivie par les États-Unis (23 %) et elle est le principal récipiendaire des investissements directs qatariens.
En juin 2017, alors que plusieurs États arabes dont l’Arabie saoudite, décrètent un embargo contre le Qatar, qu’ils accusent d’avoir financé le terrorisme et de collaborer avec l’Iran, le Qatar tente une offensive diplomatique en Europe en vue de construire un pacte de sécurité pour le Moyen-Orient.
En octobre 2021, l'Union européenne et le Qatar signent un accord historique en matière de transport aérien,. Il entre en vigueur sans même attendre la ratification interne des 27 Etats membres. L'accord prévoit une ouverture du ciel européen quasiment illimitée pour Qatar Airways, la compagnie étatique de l'émirat. L'accord pour le secteur aérien est néanmoins jugé néfaste et déséquilibré par les syndicats du transport aérien.
En décembre 2022, le scandale de corruption par le Qatar au Parlement européen dévoile que certains membres du Parlement auraient perçu de l'argent en échange de la défense des intérêts du Qatar. Le « Qatargate » est décrit comme « de très loin l'affaire politico-financière la plus grave qui ait éclaboussé l'Assemblée de Strasbourg ».
En réaction à cette affaire, le Parlement européen vote un texte dans lequel il demande « la suspension des titres d'accès des représentants d'intérêts qatariens » le temps de l'enquête pour corruption qui vise l’eurodéputée Éva Kaïlí. Peu après, un diplomate qatari réagit en affirmant que ces mesures du le Parlement européen à l'encontre du Qatar auront un « effet négatif » sur « la sécurité énergétique mondiale » et sur les relations avec l'émirat du Golfe. Pour le journal Le Monde, « c’est une menace à peine voilée »,.
En décembre 2024, le ministre de l'Énergie Saad Sherida Al-Kaabi annonce que le Qatar cessera d'expédier du gaz vers l'UE si les États membres appliquent une nouvelle loi réprimant le travail forcé et les dommages environnementaux. La directive sur la diligence raisonnable en matière de durabilité des entreprises, approuvée en 2024, oblige les grandes entreprises opérant dans l'Union européenne à vérifier si leurs chaînes d'approvisionnement ont recours au travail forcé ou causent des dommages environnementaux et à prendre des mesures si tel est le cas. Les sanctions comprennent des amendes pouvant aller jusqu'à 5 % du chiffre d'affaires mondial.

## Sources